# Лиелстраупская волость
Лиелстраупская волость была одной из административно-территориальных единиц Цесисского уезда Латвии. Располагалась на западе уезда, на берегах Гауи и Браслы. Граничила с Мазстраупской, Сталбенской, Кудумской, Райскумской и Карлинской волостями Цесисского уезда, а также с Ледургской, Турайдской, Вилдогской и Лигатненской волостями Рижского уезда. Волостное правление находилось в селе Лиелстраупе.
8 октября 1945 года в волости были созданы Лиелстраупский и Страупский сельсоветы. Волость была ликвидирована 31 декабря 1949 года, а её населённые пункты включены в Цесисский район. В настоящее время территория бывшей волости входит в Паргауйский край (Страупская волость, частично Райскумская и Сталбенская волости).